# Shuizhen
Shuizhen (kinesiska: 税镇) är en köping i östra Kina. Den ligger i Taihe härad i staden Fuyang i provinsen Anhui, omkring 230 kilometer nordväst om provinshuvudstaden Hefei. Antalet invånare är 35940. Befolkningen består av 18 789 kvinnor och 17 151 män. Barn under 15 år utgör 23,0 %, vuxna 15-64 år 64 %, och äldre över 65 år 11,0 %.